# Soulom
Soulom é uma comuna francesa na região administrativa de Occitânia, no departamento dos Altos Pirenéus. Estende-se por uma área de 2,91 km². Em 2010 a comuna tinha 269 habitantes (densidade: 92,4 hab./km²).